# Aprionus tiliamcorticis
Aprionus tiliamcorticis är en tvåvingeart som beskrevs av Boris Mamaev 1963. Aprionus tiliamcorticis ingår i släktet Aprionus och familjen gallmyggor. Arten är reproducerande i Sverige. Inga underarter finns listade i Catalogue of Life.